# Unimog 70200
Der Unimog 70200 ist das erste in Serie produzierte Fahrzeug der Unimog-Reihe, hergestellt von Boehringer. Zwischen Juni 1948 und April 1951 wurden in Göppingen exakt 600 Fahrzeuge gefertigt, ehe die Produktion an Daimler-Benz verkauft wurde. Als Unimog 2010 wurde das Fahrzeug bei Daimler-Benz fast unverändert weitergebaut. Es sollen 100 bis 120 Unimog 70200 erhalten sein.
Die Bezeichnung „70200“ deutet auf die Kostenstelle Boehringers hin; auch die Fahrgestellnummern der Fahrzeuge begannen mit 70200. Einzelne Ausstattungsvarianten der Fahrzeuge wurden mit Kleinbuchstaben gekennzeichnet.

## Entwicklung

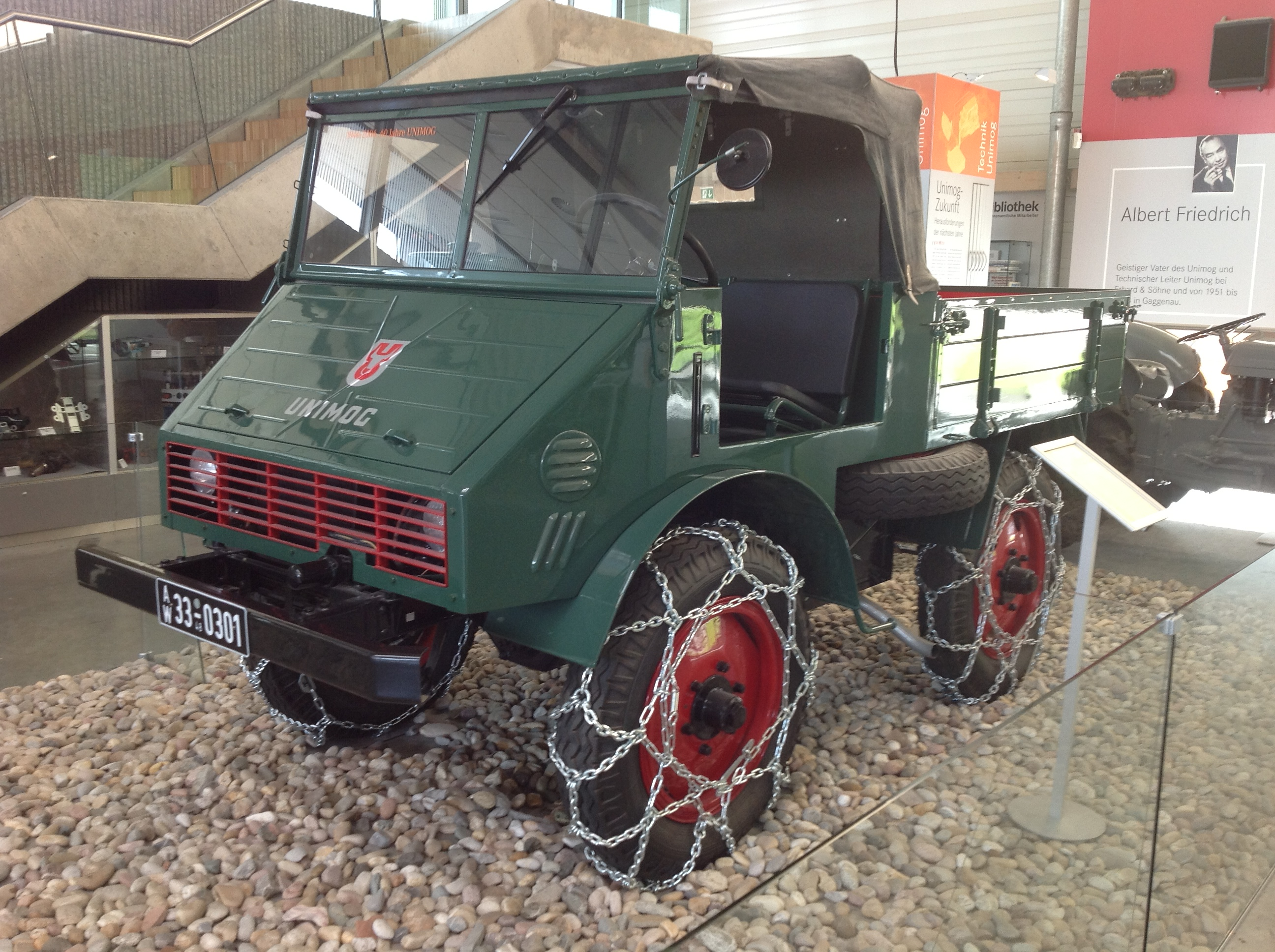
Unimog-Prototyp U 6 im Unimog-Museum

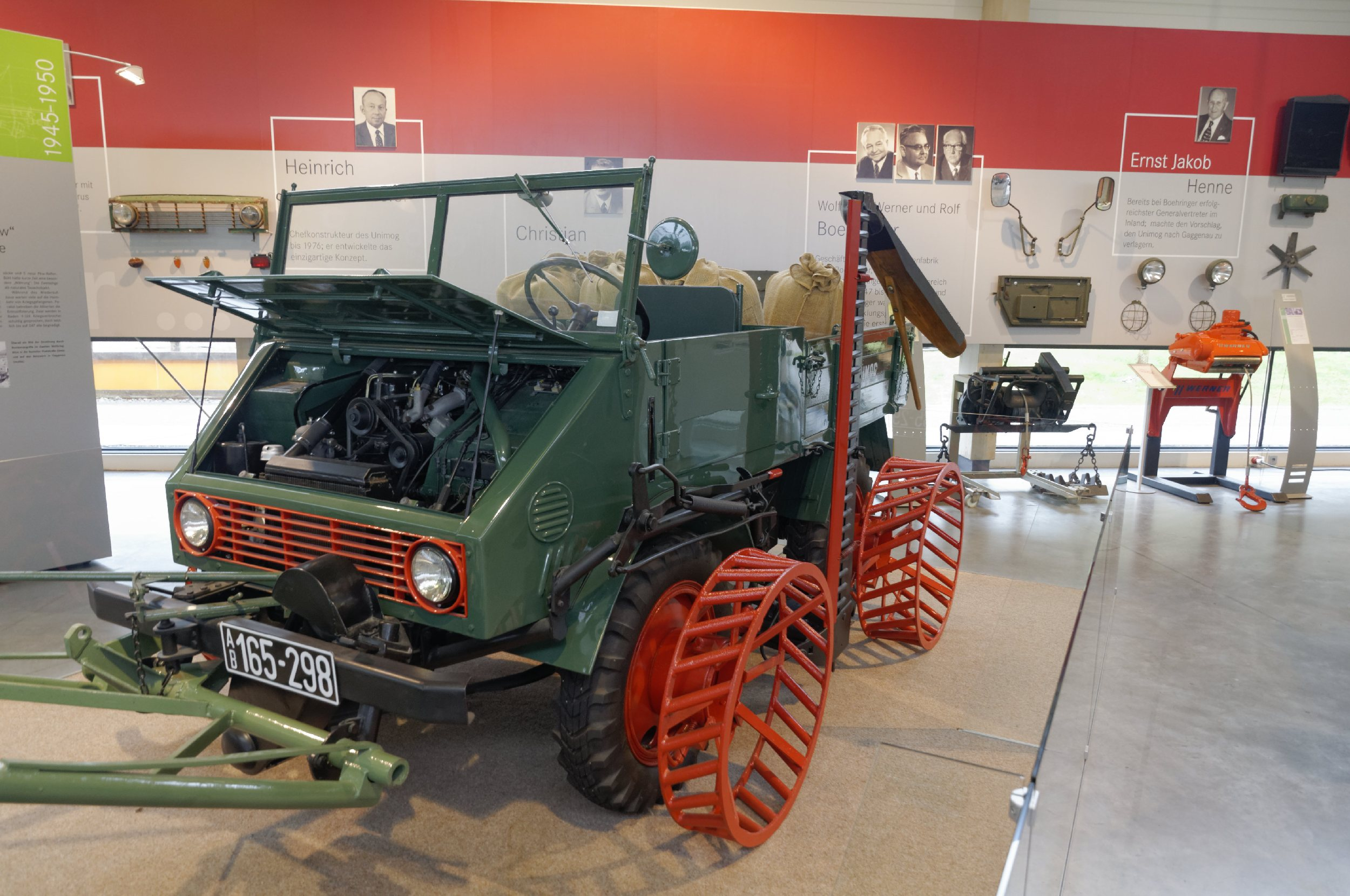
Unimog 70200 mit zeitgenössischen Anbaugeräten im Unimog-Museum

Der Unimog geht auf eine Entwicklung des Konstrukteurs Albert Friedrich zurück, der während des Zweiten Weltkrieges als Ingenieur bei Daimler-Benz Flugmotoren entwickelt hatte. Nach dem Krieg plante Friedrich, ein landwirtschaftliches Fahrzeug zu bauen. Das Fahrzeug sollte einem zweiachsigen Schlepper ähneln, aber Allradantrieb und gute Geländeeigenschaften haben. Darüber hinaus waren eine Ladefläche, ein geschütztes Fahrerhaus, eine Schleppvorrichtung am Heck des Fahrzeuges sowie die Möglichkeit, Anbaugeräte anzubringen und mit einer Zapfwelle anzutreiben, vorgesehen. Der Motor sollte 25 PS (18,5 kW) leisten, sodass die Höchstgeschwindigkeit 50 km/h betragen würde.
Erste Pläne entstanden 1945. Im November 1945 erhielt Friedrich eine Production Order, die Erlaubnis der US-Militärverwaltung, das Fahrzeug zu entwickeln und zehn Versuchsfahrzeuge zu bauen. Damit wurde bestätigt, dass das Fahrzeug keinen militärischen Zweck haben würde. Am 1. Dezember 1945 schloss Friedrich mit der Gold- und Silberwarenfabrik Erhard & Söhne aus Schwäbisch Gmünd einen Vertrag über die Produktion der Fahrzeuge. Zunächst arbeiteten zwei Ingenieure an dem Projekt. Im Januar 1946 kam als dritter Ingenieur Heinrich Rößler hinzu, der vorher bei Daimler-Benz beschäftigt war. Später wurde Rößler Leiter der Unimog-Abteilung bei Daimler-Benz. Er war maßgeblich an der Entwicklung des Unimogs zur Serienreife beteiligt.
Nach ersten Entwürfen war der zweite Gesamtentwurf im März 1946 fertiggestellt. Dabei wurde viel Wert auf die Funktionalität der Konstruktion gelegt. So wurde die Spurweite auf 1270 mm festgelegt, was zwei Kartoffelreihen entspricht. Beim Fahrgestell wurden nur vier Antriebsgelenke vorgesehen, die „Blechachsen“ genannten Banjoachsen waren vorne und hinten baugleich geplant, genauso wie die Laufradvorgelege. Über die ersten Überlegungen hinaus sollte das Fahrzeug Differenzialsperren an beiden Achsen sowie Schraubenfederung mit Stoßdämpfern erhalten.
Erste Prototypen entstanden 1946 bei Erhard & Söhne. Sie erhielten den Ottomotor M 136. Die Nummern 1 bis 4 existieren nicht mehr; sie wurden entweder verschrottet oder gingen verloren. Am 9. Oktober 1946 wurde laut Daimler die erste Testfahrt mit dem Prototyp 1 durchgeführt. Bereits im Herbst 1946 wurden die Fahrzeuge Fachleuten vorgeführt. Der Ingenieur Hans Zabel vermerkte auf einer Zeichnung den Namen „Universal-Motor-Gerät“, der zum Akronym „Unimog“ zusammengezogen wurde. Offiziell erhielt das Fahrzeug den Namen am 20. November 1946. Spätere Prototypen wurden bei Boehringer in Göppingen montiert und erhielten einen Dieselmotor. Prototyp U 5 steht heute im Landwirtschaftsmuseum der Universität Hohenheim, Prototyp U 6 im Unimog-Museum in Gaggenau.
Daimler-Benz arbeitete ungeachtet der Unimogentwicklung bereits seit den Tagen des Zweiten Weltkrieges an einem Nachfolgemotor für den OM 138, mit dem der neue Pkw Mercedes 170 ausgerüstet werden sollte. Die Serienreife des Mercedes-Benz OM 636 genannten Motors war 1948 erreicht. Die Unimogkonstrukteure entschieden 1947, die Serienfahrzeuge mit einem Dieselmotor auszurüsten; die Wahl fiel auf den in Entwicklung befindlichen Motor der Daimler-Benz AG. So erklärt sich, dass der OM 636 bereits vor seiner Serieneinführung 1949 im Unimog eingebaut wurde. Umfassende Tests und eine Vorstellung des Fahrzeuges einer breiteren Öffentlichkeit erfolgten bereits 1947. Um die Serienproduktion des Unimogs aufnehmen zu können, wurden größere Produktionskapazitäten benötigt, sodass Boehringer in Göppingen mit der Produktion beauftragt wurde. Dadurch konnte Boehringer der Demontage durch die Alliierten entgehen. Erhard & Söhne arbeiteten fortan als Teilezulieferer für Boehringer. Im Juni 1948 startete schließlich die Vorserienproduktion. Das Fahrzeug wurde auf der DLG-Ausstellung im August 1948 in Frankfurt der Öffentlichkeit auf dem Mercedes-Benz-Stand präsentiert und dort bereits 150 Mal vorbestellt. Am 21. November 1948 wurde erstmals ein Patent für den Unimog unter der Nummer 950 430 angemeldet; das Hauptaugenmerk lag dabei auf den Portalachsen. Offizieller Start der Serienproduktion war im Februar 1949.

## Serienproduktion und Verkauf an Daimler-Benz
Bei Boehringer wurde kein Fließband eingesetzt, daher wurde der Unimog größtenteils in Handarbeit hergestellt. Ab 1949 arbeiteten neben den ursprünglichen Entwicklern 90 zusätzliche Mitarbeiter am Unimog. Ein Vertriebsnetz und ein Kundendienst wurden aufgebaut. Pro Monat entstanden etwa fünfzig Fahrzeuge. Die Nachfrage nach dem Unimog stieg stark an, da er in vielen Bereichen gefragt war. Schnell stellte sich heraus, dass Boehringer die Nachfrage nicht mehr decken konnte. Schon im Oktober 1950 verkaufte Boehringer die Unimogproduktion an Daimler-Benz. Bis April 1951 lief die Produktion in Göppingen aus, ehe sie nach Gaggenau umzog. Viele Zulieferbetriebe und Mitarbeiter wechselten daraufhin ebenfalls zu Daimler-Benz. Ab Juni 1951 lief der Unimog dann als Unimog 2010 bei Daimler-Benz vom Band. Erhard & Söhne blieb noch bis 1963 Zulieferer für die Unimogachsen.

## Technische Beschreibung
Der Unimog 70200 ist ein kompaktes, etwa 3,50 Meter langes Fahrzeug mit U-Profil-Leiterrahmen, starren Portalachsen mit geschraubten Achsdeckeln vorne und hinten sowie vier gleich großen Rädern, die über Laufradvorgelege angetrieben werden. Vorder- und Hinterachse sind an Deichseln und Panhardstäben geführt. Sie haben Schraubenfedern mit hydraulischen Stoßdämpfern. Die Reifen des Unimogs sind Allzweckreifen der Dimension 6,5–18, die für Gelände- und Straßenfahrten ausgelegt sind. Das Fahrzeug hat eine hydraulisch betätigte Bremsanlage, die auf Bremstrommeln an allen Rädern wirkt.
Der Motor ist im Ursprung ein Pkw-Motor, der jedoch vor dem Einbau in Pkw im Unimog erprobt wurde. Es ist der OM 636.912, ein Reihenvierzylinder-Vorkammer-Saugdieselmotor mit seitlicher Nockenwelle und 1697 cm³ Hubraum, der 25 PS (18,5 kW) bei 2300 min−1 leistet. Der wassergekühlte Motor ist vorn mittig und leicht nach hinten geneigt eingebaut. Er wird mit einem elektrischen Anlasser gestartet. Auffällig an diesem Motor ist, dass er anders als die nachfolgenden Baumuster desselben Typs einen geteilten Ventildeckel hat.
Als Getriebe wurde ein nicht synchronisiertes Allklauengetriebe mit sechs Vorwärts- und zwei Rückwärtsgängen eingebaut. Es hat einen Geschwindigkeitsbereich von 1 bis 50 km/h. Die Hinterachse wird fest angetrieben, der Vorderachsantrieb kann während der Fahrt ohne Betätigung der Kupplung zu- und abgeschaltet werden.

## Technische Daten
| Modell                        | Unimog 70200                                                              |
| ----------------------------- | ------------------------------------------------------------------------- |
| Motor                         | OM 636.912                                                                |
| Bauart                        | Wassergekühlter Reihenvierzylinder-Vorkammerdieselmotor                   |
| Hubraum                       | 1697 cm³                                                                  |
| Nennleistung                  | 25 PS (18,5 kW) bei 2300 min−1                                            |
| Kupplung                      | Einscheibentrockenkupplung                                                |
| Getriebe                      | Allklauengetriebe 6 Vorwärtsgänge, 2 Rückwärtsgänge, nicht synchronisiert |
| Bremsanlage                   | Hydraulische Trommelbremsen an allen vier Rädern                          |
| Bereifung                     | 6,5–18                                                                    |
| Kraftstoffbehältervolumen     | 40 l                                                                      |
| Masse                         | 1775 kg                                                                   |
| Spurweite                     | 1270 mm                                                                   |
| Radstand                      | 1720 mm                                                                   |
| Bodenfreiheit                 | 380 mm                                                                    |
| Länge                         | 3520 mm                                                                   |
| Breite                        | 1630 mm                                                                   |
| Höhe (über Windschutzscheibe) | 2020 mm                                                                   |
| Wendekreisdurchmesser         | 7600 mm                                                                   |